# Herman Abcede
Herman Guinto Abcede RCJ (ur. 13 kwietnia 1965 w Vinzons) – filipiński duchowny rzymskokatolicki, biskup diecezji Daet od 2025.

## Życiorys

### Prezbiterat
Święcenia kapłańskie przyjął 8 czerwca 1996 w Zgromadzeniu Księży Rogacjonistów Serca Jezusowego.

### Episkopat
4 marca 2025 papież Franciszek mianował go biskupem Daet. Sakry udzielił mu 1 maja 2025 metropolita Caceres – arcybiskup Rex Andrew Alarcon.